# Graham Clark
Pour les articles homonymes, voir Clark.
Graham Clark est un chanteur lyrique britannique (ténor) né le 10 novembre 1941 dans le Lancashire et mort le 6 juillet 2023.

## Carrière
Ayant commencé comme professeur de gymnastique en lycée, Graham Clark s'est mis au chant et a fait ses débuts au Scottish Opera en 1975.
Il a chanté sur les grandes scènes d'opéra mondiales depuis cette date.
Il a fait des interprétations de référence de Loge et Mime (La Tétralogie de Wagner) au Festival de Bayreuth.